# سلام، اسم من کاکس است
سلام، اسم من کاکس است (انگلیسی: Hello, My Name is Cox) فیلمی در ژانر جنایی است که در سال ۱۹۵۵ منتشر شد. از بازیگران آن می‌توان به یوهانس هیسترس، نادیا تیلر، کورت مایزل، کلود بورلی و چارلز رینر اشاره کرد.